# 天下壯士
《天下壯士》是韓國JTBC的綜藝節目，由姜鎬童、殷志源、尹正秀、李奎翰、鄭珍雲(2AM)、Sunny(少女時代)等人出演。節目為來賓至韓國傳統市場與各地進行競賽，同時彰顯韓國傳統市場的價值。